# St.-Johannes-Nepomuk-Denkmal (Kirchheim in Schwaben)

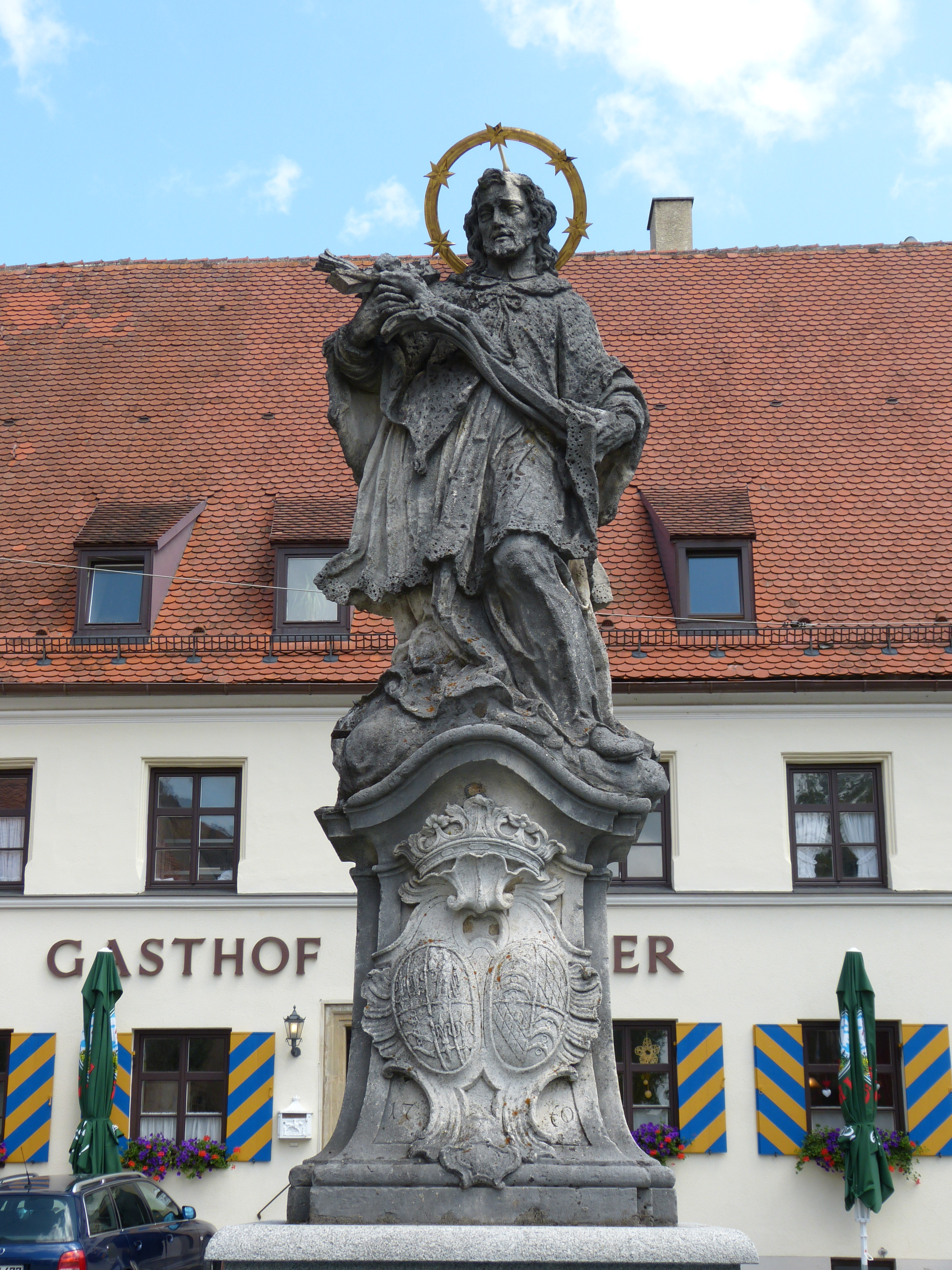
St.-Johannes-Nepomuk-Denkmal auf dem Marktplatz in Kirchheim in Schwaben

Der St.-Johannes-Nepomuk-Brunnen in Kirchheim in Schwaben im Landkreis Unterallgäu, Bayern, befindet sich in der Mitte des Marktplatzes. Die mittig auf einer Säule platzierte Statue steht unter Denkmalschutz. Die Figur ist dem heiligen Johannes Nepomuk gewidmet und wurde aus Muschelkalk gefertigt. Der Schweifsockel auf dem sich die Figur befindet ist neueren Datums als die Figur und nur roh behauen. Auf einem Postament steht die Rokokofigur des Heiligen. Das Postament trägt die Jahreszahl 1740 und ein Reliefwappen des Grafen Cajetan Joseph Fugger und seiner Gemahlin Maria Anna geborene von Stein zum Rechtenstein.

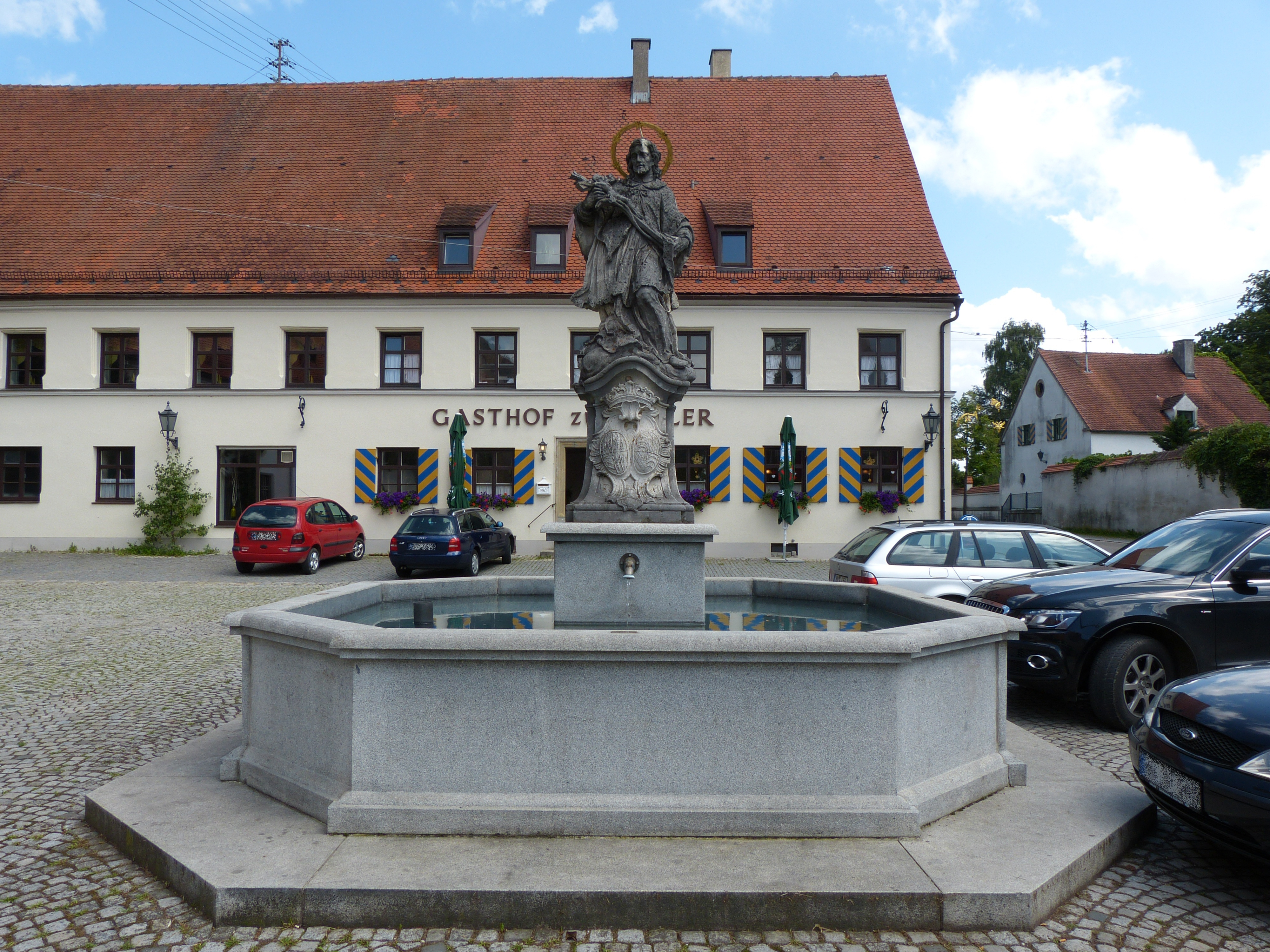
Brunnen mit der Heiligenfigur Johannes-von-Nepomuk
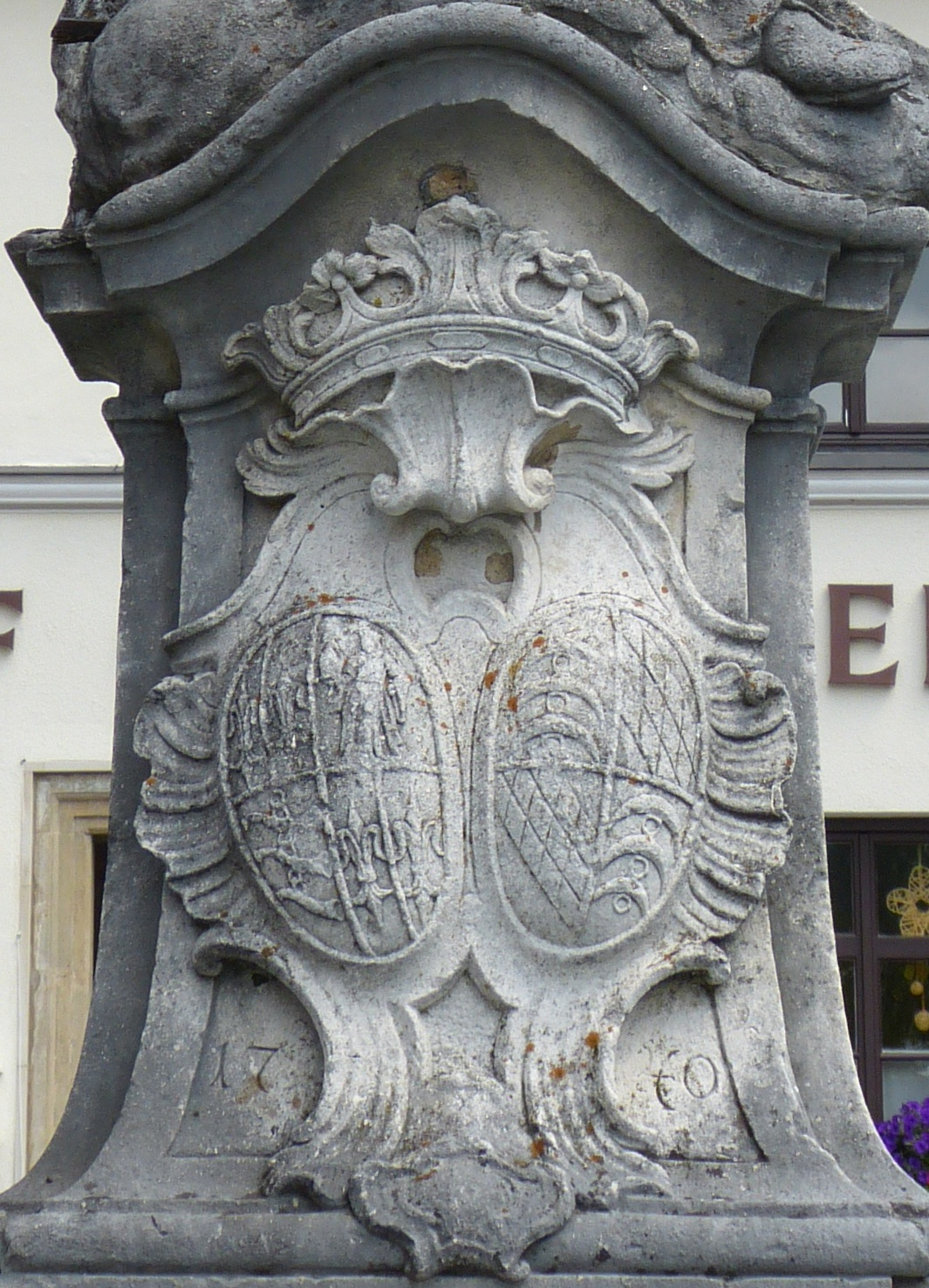
Reliefwappen Fugger / Stein